# Tren Blindado
Il Tren Blindado è un monumento nazionale, un parco commemorativo e un museo della Rivoluzione cubana, situato nella città di Santa Clara, Cuba. È stato creato in memoria degli eventi del 29 dicembre 1958, durante la Battaglia di Santa Clara, dallo scultore cubano José Delarra.

## Panoramica
Il memoriale si trova sull'Avenida Liberación nel reparto Begonchea, subito dopo il deposito della stazione di Santa Clara, vicino a un passaggio a livello. Si trova tra la linea ferroviaria dell'Avana-Camagüey-Santiago e il fiume Cubanicay. È costituito da un parco di sculture a cielo aperto, un obelisco dedicato a Che Guevara e un monumento al bulldozer utilizzato da Guevara e dai suoi soldati per far deragliare il treno. I binari deragliati sono utilizzate come sale del museo.

## Storia

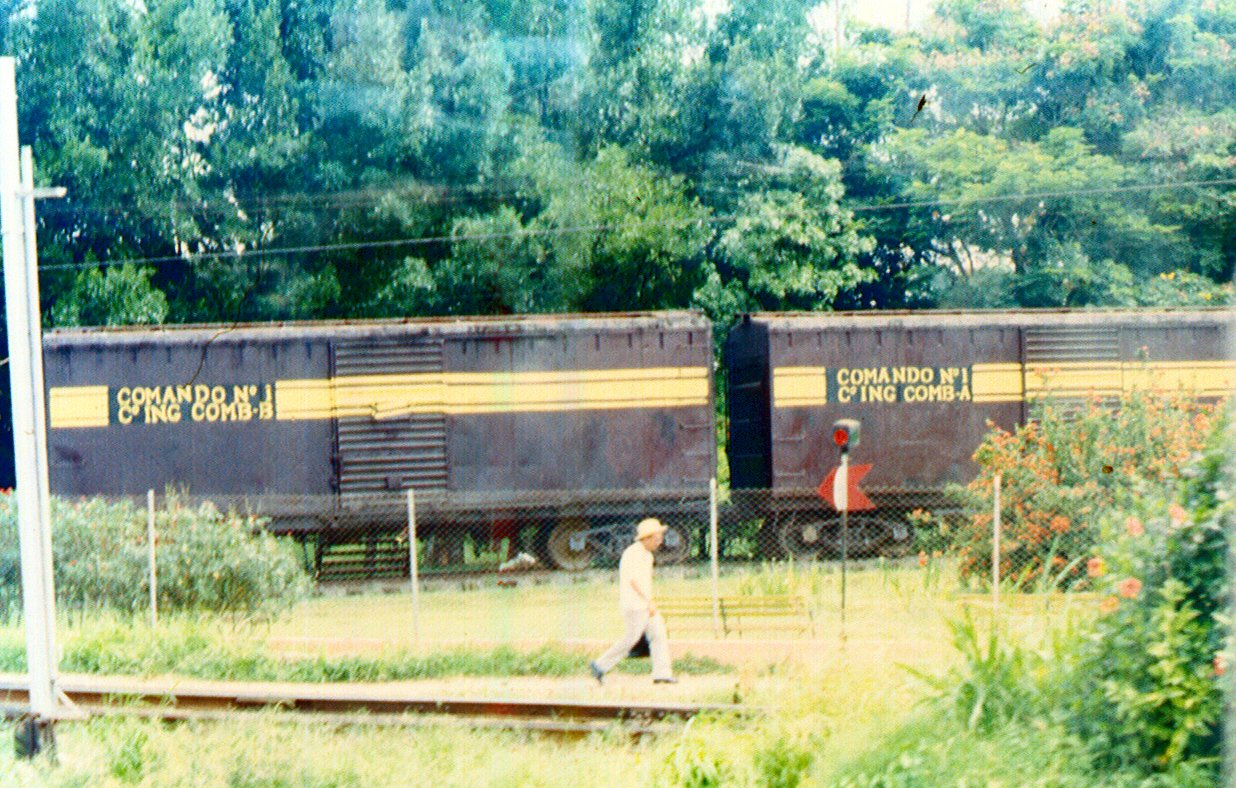
Vecchia disposizione del parco che mostra i binari con una diversa livrea marrone scuro (1984).

La conquista del treno seguì la conquista di tutta Santa Clara. A causa di questa vittoria finale, la città è ancora chiamata la "città dei guerriglieri eroici". Dopo che Fidel Castro catturò Santa Clara, Batista voleva provocare una svolta nella battaglia e nella guerra. Nel tentativo di sconfiggere i rivoluzionari guidati da Fidel Castro, inviò un treno corazzato dall'Avana il 23 dicembre 1958. Il grande treno aveva due locomotive diesel e diciassette vagoni merci a quattro assi e vettori di personale di origine statunitense. Il treno trasportava 373 soldati armati, munizioni e provviste per due mesi.
Il giorno seguente raggiunse Santa Clara e si fermò ai piedi del colle Loma del Capiro. Tre giorni dopo, nell'attuale sito del parco commemorativo, diciotto guerriglieri sotto il comando di Ernesto "Che" Guevara attaccarono il treno. Quando gli ufficiali volevano spostare il treno in una posizione migliore, Guevara fece deragliare il treno demolendo 30 metri di binario. Dopo diverse ore di aspri combattimenti, i guerriglieri riuscirono a catturare armi e munizioni. Gli ufficiali furono infine costretti ad arrendersi la sera. Molti ribelli hanno stretto amicizia e fraternizzato con i soldati che stavano combattendo solo poche ore prima.

## Galleria d'immagini

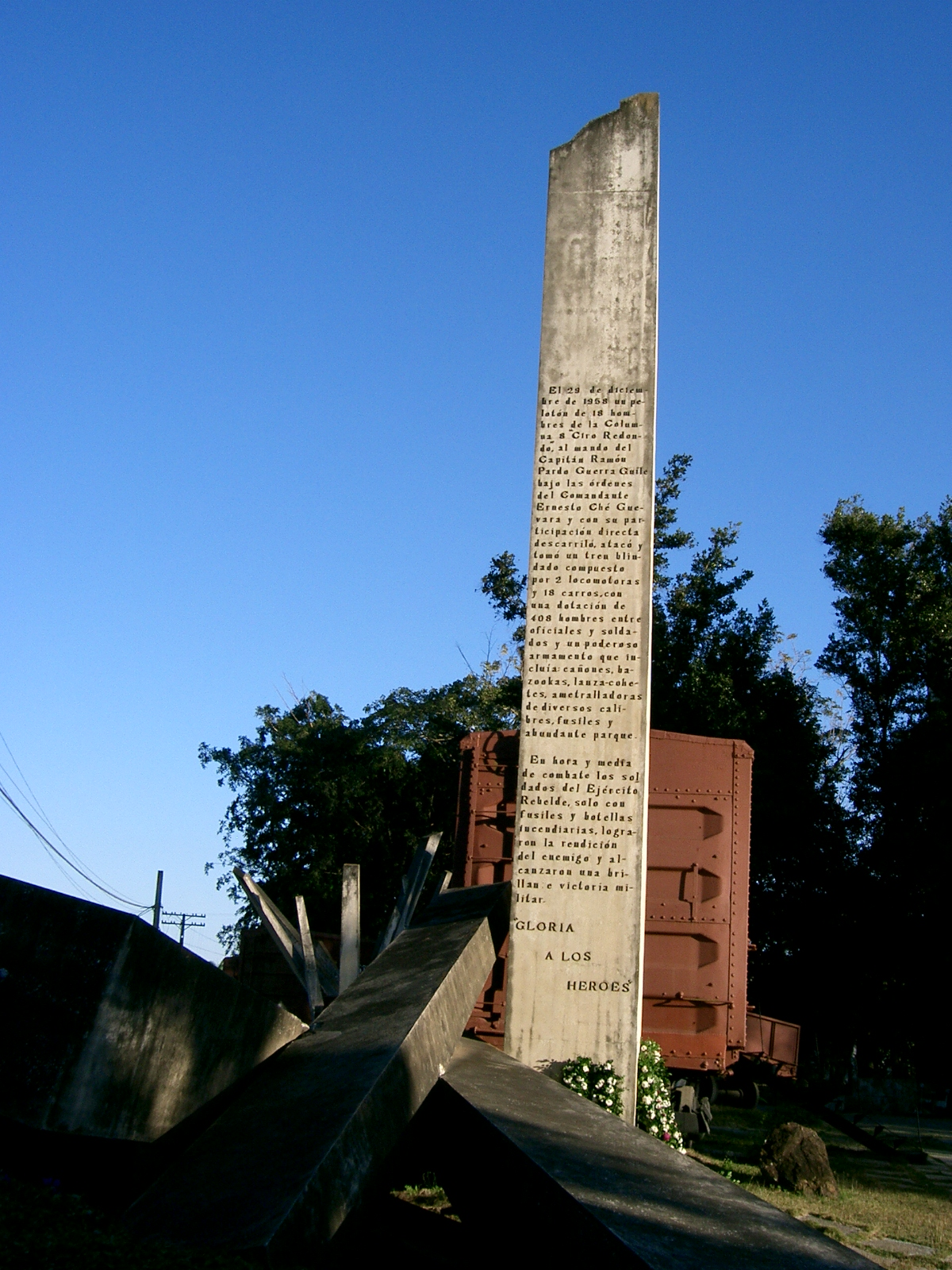
L'obelisco al Che Guevara
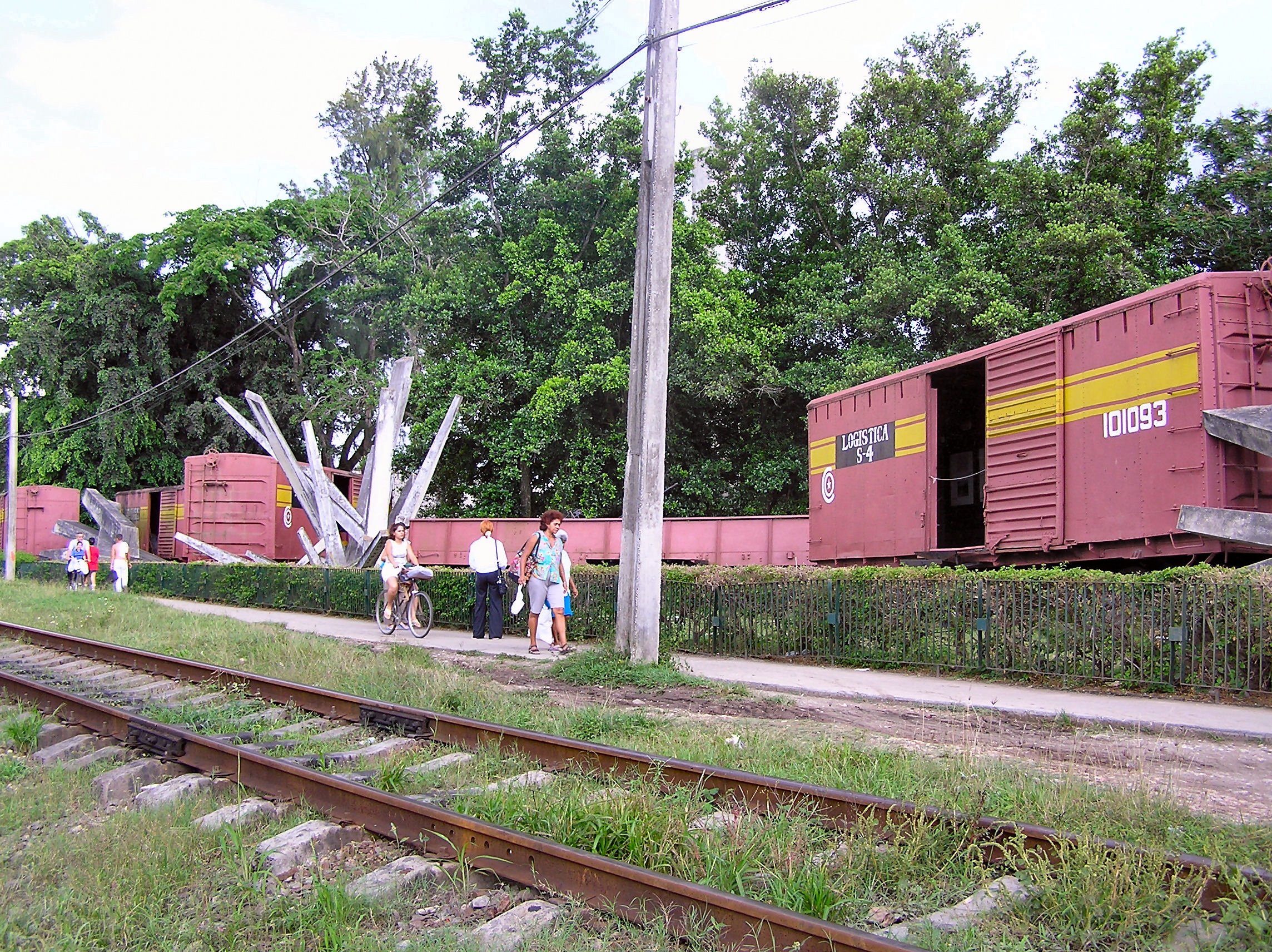
Vista del memoriale
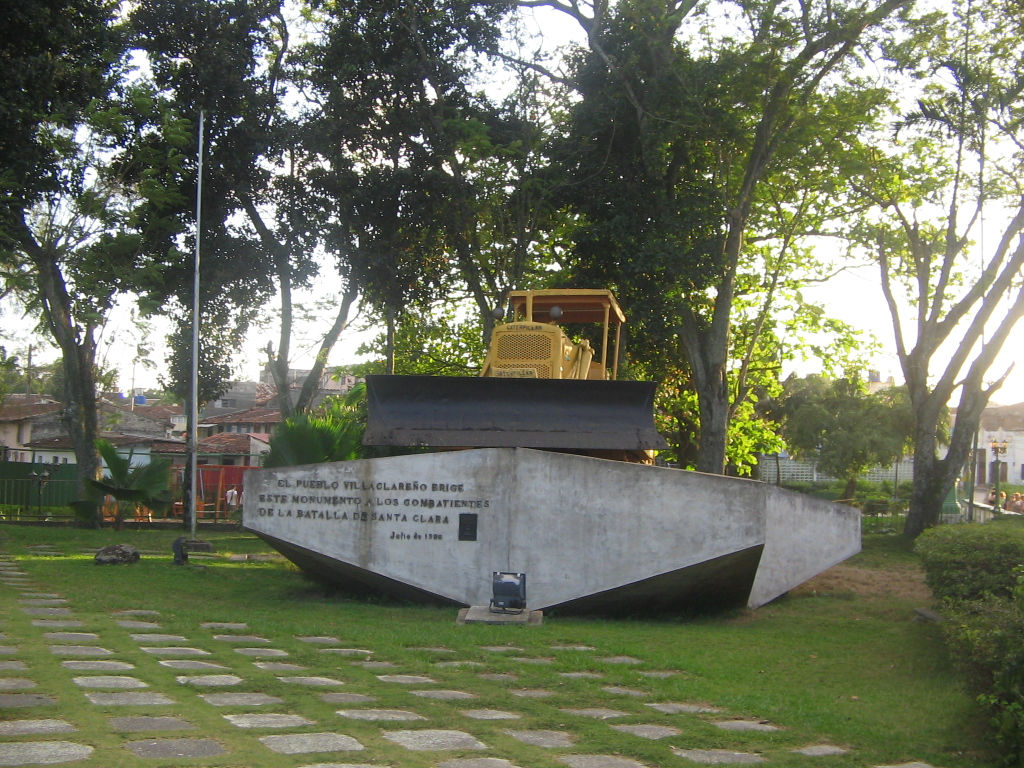
Monumento al bulldozer
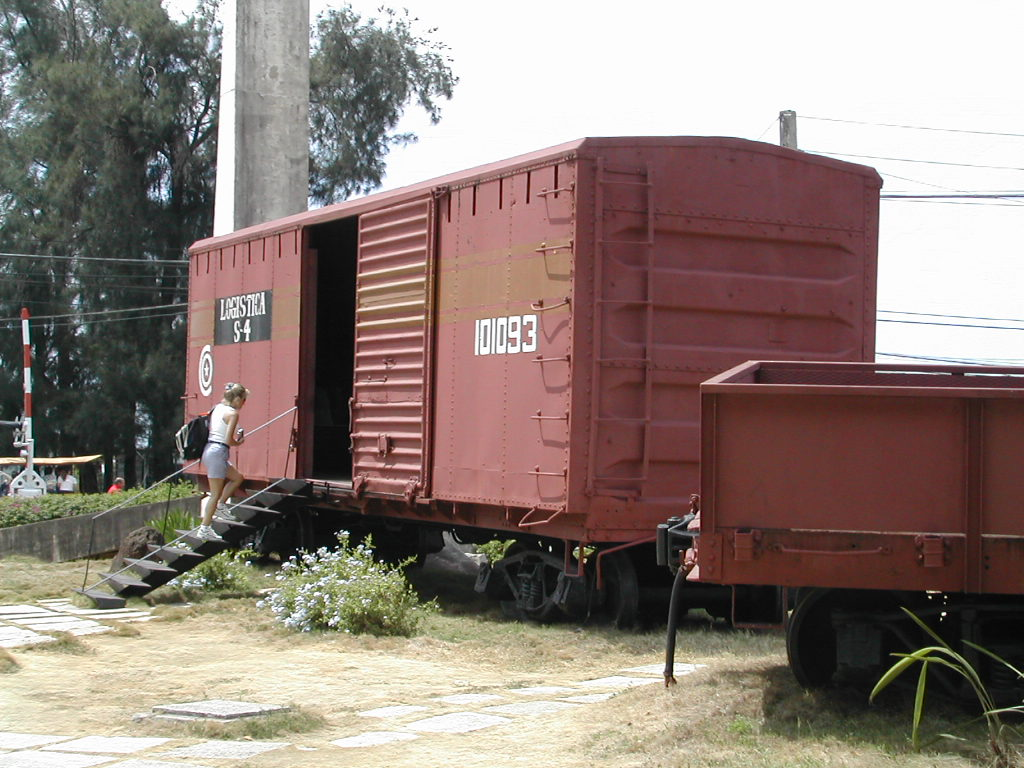
Ingresso in uno dei binari